# Championnat de France Nationale 1 de tennis de table 1989-1990
Navigation
Nationale 1 1988-1989 Superdivision 1990-1991
Le Championnat de France Nationale 1 de tennis de table 1989-1990 se déroule du 1re octobre 1991 au 14 mars 1992. L'AC Boulogne-Billancourt conserve son titre chez les femmes.
| \| Levallois SC TT Angers SAG Cestas TT Élan Chevilly Montpellier Hommes USKB AC Boulogne-Billancourt USO Mondeville CAM Bordeaux TT Montpellier Femmes \| Localisation des clubs engagés dans le championnat. |
| Levallois SC TT Angers SAG Cestas TT Élan Chevilly Montpellier Hommes USKB AC Boulogne-Billancourt USO Mondeville CAM Bordeaux TT Montpellier Femmes                                                           |

## Championnat Féminin

### Saison Régulière

#### Poule A
| Cl | Équipes                 | Pts | J  | V | N | D |
| -- | ----------------------- | --- | -- | - | - | - |
| 1  | AC Boulogne-Billancourt | 28  | 10 | 9 | 0 | 1 |
| 2  | AL Eysines              | 24  | 10 | 7 | 0 | 3 |
| 3  | US Saint-Malo           | 20  | 10 | 5 | 0 | 5 |
| 4  | SMEC Metz               | 19  | 10 | 4 | 1 | 5 |
| 5  | OC Raon-Plaine          | 15  | 10 | 2 | 1 | 7 |
| 6  | AUVR Rillieux           | 14  | 10 | 2 | 0 | 8 |

Rain-Plaine et Rillieux sont relégués en Nationale 2, qui deviendra la Nationale 1 la saison suivante à la suite de la création de la Superdivision

#### Poule B
- US Kremlin-Bicêtre
- Montpellier-Le Crès TT
- CAM Bordeaux
- ASPTT Lille Métropole

### Phase Finale
|  | Quarts de finale        | Quarts de finale        |                        |   | Demi-finales | Demi-finales |  |  | Finale | Finale |
|  | Quarts de finale        | Quarts de finale        |                        |   | Demi-finales | Demi-finales |  |  | Finale | Finale |
|  |                         |                         |                        |   |              |              |  |  |        |        |
|  |                         |                         |                        |   |              |              |  |  |        |        |
|  |                         |                         |                        |   |              |              |  |  |        |        |
|  | ASPTT Lille Métropole   | 1                       |                        |   |              |              |  |  |        |        |
|  | ASPTT Lille Métropole   | 1                       |                        |   |              |              |  |  |        |        |
|  | AL Eysines              | 10                      |                        |   |              |              |  |  |        |        |
|  | AL Eysines              | 10                      | AL Eysines             |   |              |              |  |  |        |        |
|  |                         |                         |                        |   |              |              |  |  |        |        |
|  |                         | US Kremlin-Bicêtre      | 10                     |   |              |              |  |  |        |        |
|  | SMEC Metz               | US Kremlin-Bicêtre      | 10                     |   |              |              |  |  |        |        |
|  |                         |                         |                        |   |              |              |  |  |        |        |
|  | US Kremlin-Bicêtre      | 10                      |                        |   |              |              |  |  |        |        |
|  | US Kremlin-Bicêtre      | 10                      | US Kremlin-Bicêtre     |   |              |              |  |  |        |        |
|  |                         |                         |                        |   |              |              |  |  |        |        |
|  |                         | AC Boulogne-Billancourt | 10                     |   |              |              |  |  |        |        |
|  | US Saint-Malo           | AC Boulogne-Billancourt | 10                     | 2 |              |              |  |  |        |        |
|  | US Saint-Malo           |                         |                        | 2 |              |              |  |  |        |        |
|  | Le Crès-Montpellier TT  | 10                      |                        |   |              |              |  |  |        |        |
|  | Le Crès-Montpellier TT  | 10                      | Le Crès-Montpellier TT |   |              |              |  |  |        |        |
|  |                         |                         |                        |   |              |              |  |  |        |        |
|  |                         | AC Boulogne-Billancourt | 10                     |   |              |              |  |  |        |        |
|  | CAM Bordeaux            | AC Boulogne-Billancourt | 10                     |   |              |              |  |  |        |        |
|  |                         |                         |                        |   |              |              |  |  |        |        |
|  | AC Boulogne-Billancourt | 10                      |                        |   |              |              |  |  |        |        |
|  | AC Boulogne-Billancourt | 10                      |                        |   |              |              |  |  |        |        |